# Serra Grossa (Camarasa)
La Serra Grossa és una serra situada al municipi de Camarasa a la comarca de la Noguera, amb una elevació màxima de 610 metres.